# G7-Gipfel in London 1991
Der G7-Gipfel in London 1991  war das 17. Gipfeltreffen der Regierungschefs der Gruppe der Sieben. Das Treffen fand unter dem Vorsitz des britischen Premierministers John Major vom 15. bis 17. Juli 1991 im Lancaster House statt.

## Teilnehmer

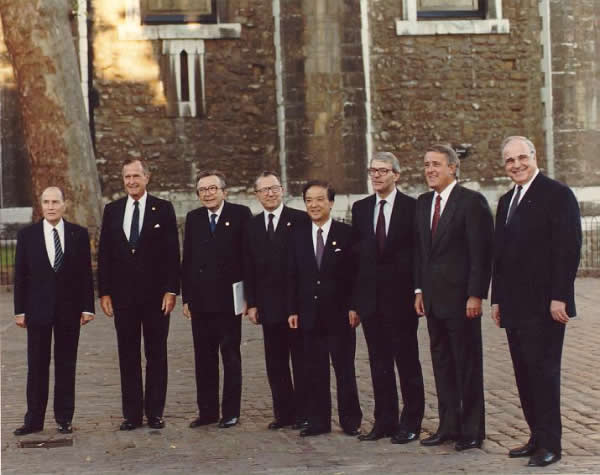
Familienfoto der G7-Gipfelteilnehmer

| Deutschland                    | Helmut Kohl                   |
| Frankreich                     | François Mitterrand           |
| Italien                        | Giulio Andreotti              |
| Japan                          | Toshiki Kaifu                 |
| Kanada                         | Brian Mulroney                |
| Vereinigte Staaten von Amerika | George H. W. Bush             |
| Vereinigtes Königreich         | John Major                    |
| Europäische Union              | Gaston Thorn und Ruud Lubbers |

| Sowjetunion | Michail Gorbatschow |